# Ctenosaura oaxacana
El garrobo oaxaqueño (Ctenosaura oaxacana), también conocido como guio o iguana de cola espinosa oaxaqueña, es una especie de lagarto escamoso iguánido del género Ctenosaura endémica de México. Fue descrito por el herpetólogo alemán Gunther Köhler y Hasbún C. R. en 2001 a partir del holotipo SMF 43259.

## Etimología
El epíteto específico de C. oaxacana hace referencia al estado mexicano de Oaxaca, donde se distribuye la única población conocida de la especie.

## Reproducción
G. Burré presenció hibridación entre C. oaxacana y C. quinquecarinata.

## Distribución y hábitat

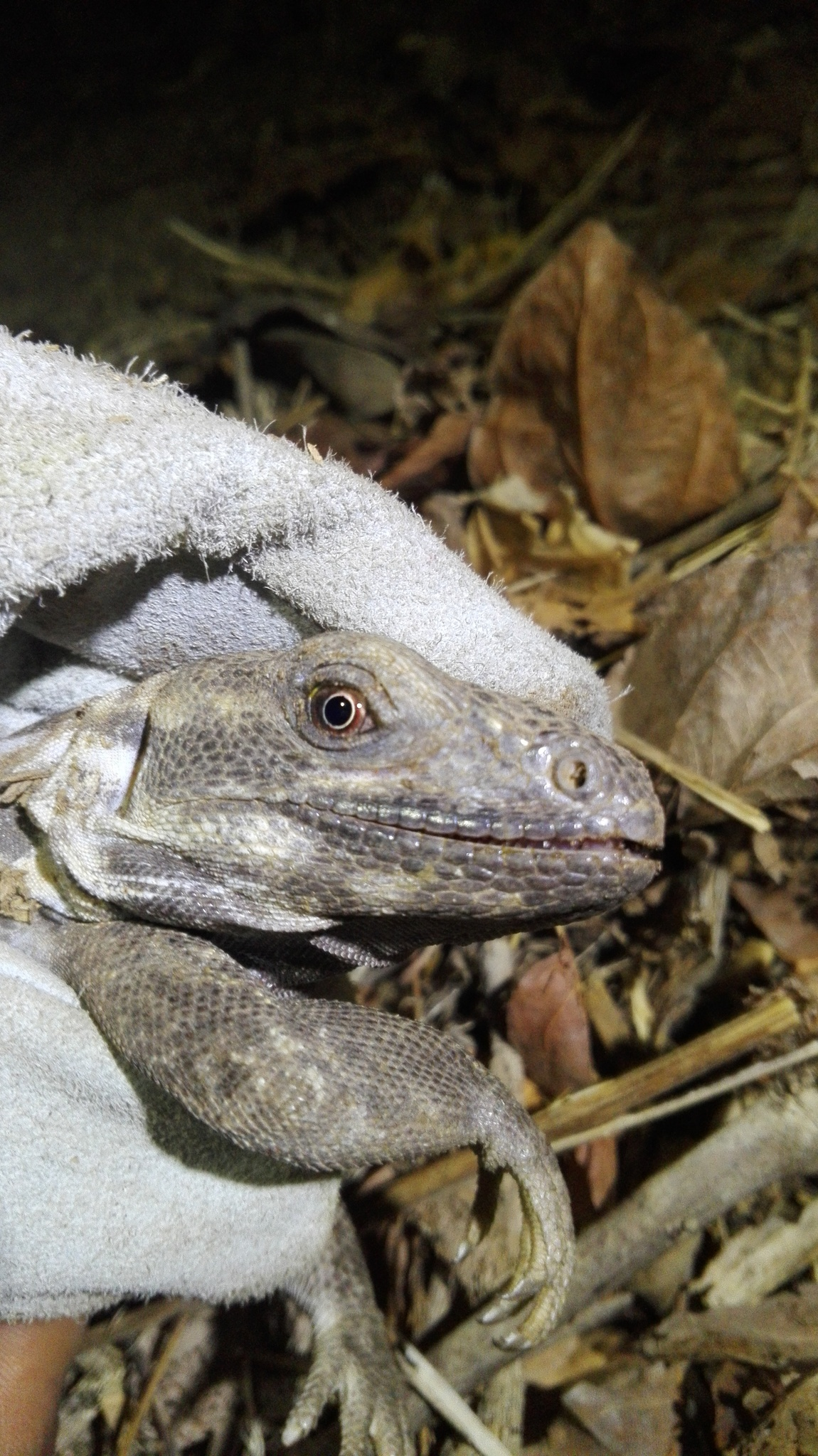
Detalles de la cabeza de un ejemplar de C. oaxacana.

El garrobo oaxaqueño se distribuye de 6 a 10 subpoblaciones aisladas en la vertiente del Pacífico, Istmo de Tehauntepec, Oaxaca, México, a una extensión menor de 100 km². Esta especie hábita en los bosques secos tropicales, a una altitud de 0-250 m s. n. m.. La especie es semiarbórea, prefiere terrenos rocosos y utiliza ramas huecas y rocas como retiros. La especie se refugia y posa en plantas como el nanche, el cuatecomate, la jagua, el cacahuananche, el guásimo y los árboles del género Acacia, Ficus, Haematoxylon y Tabebuia.